# فرودگاه بوئنوس آیرس، کاستاریکا
فرودگاه بوئنوس آیرس، کاستاریکا (به انگلیسی: Buenos Aires Airport, Costa Rica) یک فرودگاه همگانی با کد یاتا BAI است که یک باند فرود بتن دارد و طول باند آن ۹۹۰ متر است. این فرودگاه در کشور کاستاریکا قرار دارد و در ارتفاع ۳۷۰ متری از سطح دریا واقع شده‌است.